# Rock Island Independents
Die Rock Island Independents waren eine American-Football-Mannschaft, die in den Jahren 1920 bis 1925 in der National Football League (bis 1921: American Professional Football Association) spielte. Das Team aus Rock Island (Illinois) war eines der Gründungsteams der Liga. 1926 spielte es in der konkurrierenden American Football League und stellte 1927 den professionellen Spielbetrieb ein.

## Geschichte

### 1907–1919

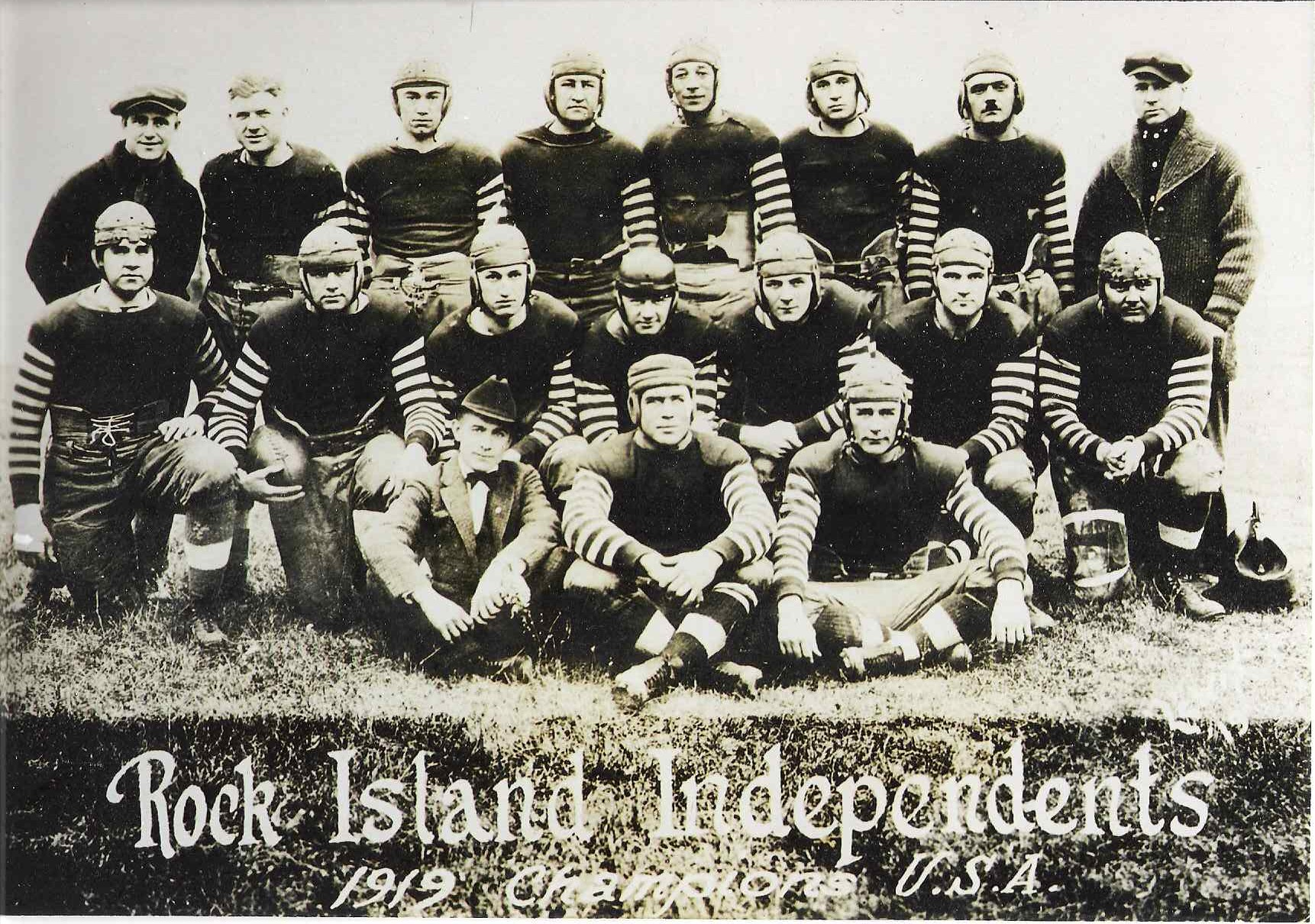
Die Rock Island Independents in 1919, „Champions of the USA“

Zu Beginn des zwanzigsten Jahrhunderts entstand wie auch an anderen Orten in Rock Island (Illinois) eine professionelle bzw. halbprofessionelle Footballmannschaft. Man spielte gegen Mannschaften aus dem Bereich der Tri-Cities (Rock Island, Davenport, Moline). Da hinter dem Team weder ein Sportclub, ein sonstiger Verein oder ein Unternehmen stand, bezeichnete sich die Mannschaft als „Independents“ (Unabhängige). Die Spieler kamen aus der näheren und weiteren Umgebung von Rock Island. Die Mannschaft wählte jährlich ihren General Manager und organisierte sich neu. Erstmals traten sie 1907 in Erscheinung. Das Team gewann zwei von sechs Spielen mit einer Punktedifferenz von 82:12, als Teammanager agierte Tom Kennedy. Im folgenden Jahr gewann das Team vier Spiele, verlor jedoch 1909 alle drei durchgeführten Spiele. 1910 konnten alle Spiele gewonnen werden. 1911 werden keine Spiele erwähnt. 1912 wurde die Leitung von Trainer Dick Liitt und Manager Joe Smith das Team übernommen. Fortan galten die Independents als eines der stärksten Teams im Mittleren Westen. Alle acht Spiele wurden gewonnen. Sieben wurden daheim im Island City Park (später Douglas Park) ausgetragen.
1913 wurden sieben Spiele ausgetragen, davon waren vier Heimspiele. Eine Niederlage gab es gegen die Moline Ilini und ein 0:0-Unentschieden gegen die Moline Olympics. 1914 wurden wieder nur Heimspiele ausgetragen. Von den sieben Spielen gab es zwei Niederlagen, gegen die Moline Indians und die Evanston North Ends.
1912 begann Walter Flanigan für das Team als End zu spielen. 1913 wurde er auch in der Mannschaftsleitung aktiv und wurde Assistent des Managers Jack Roche. 1915 übernahm er das Management des Teams. Auch in der Saison 1915 spielte das Team nur daheim. Fünf Siegen standen eine Niederlage und ein Unentschieden gegen die Moline Indians entgegen. Die Saison war nicht nur sportlich, sondern auch finanziell erfolgreich.
Für 1916 begann Flanigan für die örtliche Polizei zu arbeiten und stand somit zunächst nicht für die Organisation des Teams zur Verfügung. In der Zwischenzeit hatte sich Jack Roche die Pacht des Douglas Parks gesichert, während der wieder aktive Flanigan einen Großteil der Spieler hinter sich hatte. Zunächst wurde eine gemeinsame Mannschaft mit den Moline Indians aufgestellt, im weiteren Verlauf der Saison standen jedoch beiden Mannschaften genug Spieler zur Verfügung. Als Heimstadion wurde der Three I League Park in Moline gepachtet. Nach zwei Niederlagen zu Beginn der Saison konnten von den restlichen sieben Spielen fünf gewonnen werden, eines wurde verloren und eines endete unentschieden. Am Ende der Saison beanspruchte das Team den Titel des Middle West Champions für sich.
In der Saison spielten die Rock Island Independents 10 Spiele, davon neun Heimspiele. Sieben Spiele wurden gewonnen. Erstmals organisierte Flanigan zwei Spiele gegen die Minneapolis Marines aus Minnesota. Die Mannschaft um den Starspieler Reuben Ursella galt als eine der besten Football-Mannschaften. Beide Spiele wurden mit 3:7 und 14:33 verloren.
Auf Grund des Ersten Weltkriegs gab es 1918 keine hochkarätigen Gegner, so dass alle fünf durchgeführten Spiele haushoch gewonnen wurden.
Für die Spielsaison 1919 konnte Flanigan Reuben Ursella sowie weitere Spieler von den Minneapolis Marines abwerben. Von den elf Spielen, alles Heimspiele, wurden neun gewonnen. Darunter waren die Cincinnati Celts, die Detroit Heralds und die Columbus Panhandles. Gegen Pine Village spielten sie unentschieden. Die einzige Niederlage erlitt das Team gegen die Hammond All-Stars, u. a. mit George Halas. Ende November 1919 hatte das Team gleich viel Siege wie die damals beste Mannschaft, die Canton Bulldogs, mit Jim Thorpe. Die Bulldogs hatten jedoch zwei Mal gegen Akron und einmal gegen Hammond gewonnen, während die Independents eine Niederlage gegen Hammond und nur einen Sieg gegen Akron aufwiesen. Nichtsdestotrotz forderte Flanigan die Bulldogs zu einem Entscheidungsspiel heraus. Er bot eine Antrittsprämie von 5.000 Dollar. Jim Thorpe befürchtete jedoch, dass wegen geringer zu erwartender Zuschauerzahlen dieser Betrag nicht gezahlt werden würde. Er gab an, dass er das Angebot ablehnen müsste, da die Mannschaft bereits aufgelöst sei. Auf Grund dieses Rückzuges beanspruchte Flanigan den Titel des „Champions of the U.S.A.“ für die Rock Island Independents.

### 1920–1926 (NFL und AFL)
Im Herbst 1920 nahm Flanigan bei den Treffen von Football-Team-Besitzern in Canton (Ohio) teil. Die Rock Island Independents wurden damit Gründungsmitglieder der APFA, der späteren NFL. Das Spiel am 26. September 1920 gegen die St. Paul Ideals gilt als erstes Spiel der neuen Liga. Am 3. Oktober 1920 fanden in Rock Island (gegen die Muncie Flyers) und zeitgleich in Dayton (gegen die Columbus Panhandles) die ersten Spiele gegen Gegner aus der APFA statt.
In der Saison 1920 spielten die Independents zehn Spiele, davon sieben gegen Gegner aus der APFA. Niederlagen erlitt das Team gegen die Decatur Staleys und Dayton Triangles. Ein zweites Spiel gegen die Staleys endete 0:0. Das einzige Auswärtsspiel fand in Monmouth gegen die Chicago Thorn-Tornadoes statt. Außerdem fand am 9. Januar 1921 noch ein Spiel gegen die Chicago Pullman Original Thorns statt, dass jedoch nicht in die saisonale Wertung einging.
In der folgenden Saison 1921 konnte Flanigan von den Staleys Jimmy Conzelman abwerben. Beim dritten Saisonspiel am 16. Oktober 1921 tauschte Flanigan während des Spieles den Head Coach aus. Frank Coughlin wurde durch Conzelman abgelöst. Die Independents spielten acht Mal, davon waren sieben Spiele gegen APFA-Gegner. Nur zwei der Liga-Spiele waren Heimspiele. Niederlagen gab es gegen die Decatur Staleys. Ein 0:0 war das Ergebnis eines Spieles gegen die Detroit Tigers.
1922 spielte das Team sieben Liga-Spiele. Vor der Saison gab es ein Freundschaftsspiel gegen die Moline Indians. Niederlagen gab es zwei Mal gegen die Chicago Bears sowie ein Unentschieden gegen die Green Bay Packers. Ein Spiel gegen Chicago und das Spiel gegen Green Bay waren Auswärtsspiele. Mit vier Siegen kam das Team am Ende auf den fünften Liga-Platz.
Nach dem Ende der Saison gab Flanigan den Managementposten auf und widmete sich fortan seinen privaten wirtschaftlichen Tätigkeiten. Nachfolger als Eigentümer der Mannschaft wurde die neu gegründete Rock Island Football Association. Präsident der Gesellschaft wurde Chester Thompson. Als Sekretär und Manager agierte J. J. Rimmerman. Vor Beginn der Saison 1923 hatte Conzelman die Mannschaft verlassen. Als Trainer wurde Herb Sies, der vorher bei den Dayton Triangles gespielt hatte, engagiert. Die einzigen Siege gab es zu Saisonbeginn, ein 3:0 gegen die Bears und ein 56:0 gegen die notorisch schlechten Rochester Jeffersons. Gegen weitere Ligagegner wurden drei Niederlagen und drei Unentschieden eingefahren. Das erste negative Saisonergebnis seit 1911.
Die Eigentümer bemängelten vor Beginn der Saison 1924 ein geringes Zuschauerinteresse und waren deshalb nicht gewillt, die Franchisegebühr von 1000 Dollar zu zahlen. Nachdem der ursprüngliche Termin verstrichen war, gab ihnen der Liga-Präsident Joseph Carr nochmals 10 Tage Frist bis zum 6. August 1924. Als neuer Sekretär wurde Anfang August Arthur H. Bowlby (Präsident der örtlichen Handelskammer) und als Präsident James Bruner benannt. Die neuen Organisatoren zahlten die Franchisegebühr und begannen umgehend mit der Verpflichtung von Spielern für die Saison 1924. Es gelang dem Team Jim Thorpe unter Vertrag zu nehmen. Trotz seines Alters von 37 Jahren galt er immer noch als exzellenter Football-Spieler. Als Trainer agierte der Quarterback Johnny Armstrong. Für die Saison standen 12 Spiele auf dem Plan, wovon schließlich neun gespielt wurden. Es gelangen fünf Siege, zwei Unentschieden und zwei Niederlagen. Sechs der Spiele waren Heimspiele im Douglas Park. Daneben wurden noch zwei Spiele gegen ligafremde Teams gewonnen. Nach dem Ende der Saison wurden Ende Dezember 1924/Anfang Januar 1925 noch ein Freundschaftsspiel gegen die Bears im Cubs Park in Chicago ausgetragen sowie vier Spiele gegen texanische Mannschaften (Barnstorming-Tour) veranstaltet.
In der Saison 1925 standen 15 Liga-Spiele auf dem Plan. Letztendlich wurden 11 gespielt. Unter der Regie von Reuben Ursella als Headcoach und weiterhin mit Jim Thorpe verlief der Saisonstart schlecht. Nach sieben gespielten Spielen wurden zwei Siege, dazu zwei Niederlagen und drei Unentschieden erreicht. Nach einer Spielpause Anfang November gelangen noch drei Siege. Im letzten Saisonspiel verlor das Team gegen die Chicago Cardinals. Am Ende erreichte das Team einen 8. Saisonplatz.
Nach dem Ende der regulären Spielsaison traten Thorpe und weitere Spieler der Independents in Florida zu einer Werbespiel-Tour (Barnstorming) an. Am Neujahrstag 1926 spielte das als Tampa Cardinals bezeichnete Team gegen die Chicago Bears mit Red Grange und verlor mit 17:3. Weitere Spiele erfolgten mit und gegen die Football-Clubs Haven-Villa of Winter Haven aus Winter Haven und Millville Big Blue aus Millville (New Jersey) um Guy Chamberlin.
Vor der Saison 1926 Arch Bowlby befürwortete den Plan von C. C. Pyle und Red Grange für eine weitere Franchise in New York. Nachdem die NFL-Eigner diesen Vorschlag abgelehnt hatten, unterstützen die Independents Pyle bei der Schaffung der American Football League und wechselte als einziges NFL-Team zur Konkurrenzliga. Für die Saison 1926 gründeten John W. Dee (Präsident), Dale Johnson, John Hawley und Archie Bowlby (Geschäftsführer) die Rock Island Independents Inc.
Ursprünglich standen 14 Spiele auf dem Plan. Die ersten drei Spiele waren Heimspiele, die in Moline auf dem Browning Field gespielt wurden. Das Team gewann gegen die Wilson Wildcats und die Chicago Bulls, verlor gegen die New York Yankees. Die nächsten Spiele waren fünf Niederlagen und ein Unentschieden. Die Spiele gegen die Brooklyn Horsemen und die Cleveland Panthers waren bereits abgesagt worden. Mitte November brach schließlich der Ligabetrieb zusammen. Mitte Dezember folgten noch zwei Freundschaftsspiele gegen Clinton und DesMoines, die ebenfalls nicht gewonnen werden konnten.
Nach dem Ende der AFL wurde den Rock Island Independents die Rückkehr in die NFL verwehrt. Es organisierte sich unter dem Namen der Independents eine Amateurmannschaft, die 1927 und 1928 Spiele austrug.

## Uniform
Das Team spielte in grünen Jerseys mit weiß gestreiften Ärmel und weißen Ziffern.

## Statistik
| Saison | Liga | Siege | Niederlagen | Unentschieden | Punkte erzielt | Punkte zugelassen | Platzierung  | Head Coach                      |
| ------ | ---- | ----- | ----------- | ------------- | -------------- | ----------------- | ------------ | ------------------------------- |
| 1907   |      | 2     | 1           | 3             | 82             | 12                |              | Lou Wiedmann                    |
| 1908   |      | 4     | 0           | 0             | 22             | 2                 |              |                                 |
| 1909   |      | 0     | 3           | 0             | 0              | 38                |              |                                 |
| 1910   |      | 5     | 0           | 0             | 115            | 0                 |              |                                 |
| 1912   |      | 8     | 0           | 0             | 212            | 0                 |              | Dick Liitt                      |
| 1913   |      | 6     | 0           | 1             | 93             | 13                |              | Dick Liitt                      |
| 1914   |      | 5     | 2           | 0             | 160            | 22                |              | Dick Liitt                      |
| 1915   |      | 5     | 1           | 1             | 222            | 10                |              | Lee Liitt                       |
| 1916   |      | 5     | 3           | 1             | 103            | 43                |              | Ted Davenport                   |
| 1917   |      | 7     | 3           | 0             | 200            | 62                |              | Ted Guyer, Ted Davenport        |
| 1918   |      | 5     | 0           | 0             | 182            | 0                 |              | Tate Freeborg                   |
| 1919   |      | 9     | 1           | 1             | 373            | 12                |              | Reuben Ursella                  |
| 1920   | APFA | 6     | 2           | 2             | 201            | 49                | 4. (von 14)  | Reuben Ursella                  |
| 1921   | APFA | 4     | 2           | 1             | 65             | 30                | 5. (von 21)  | Frank Coughlin, Jimmy Conzelman |
| 1922   | NFL  | 4     | 2           | 1             | 154            | 27                | 5. (von 18)  | Jimmy Conzelman                 |
| 1923   | NFL  | 2     | 3           | 3             | 84             | 62                | 12. (von 20) | Herb Sies                       |
| 1924   | NFL  | 5     | 2           | 2             | 88             | 38                | 5. (von 18)  | Johnny Armstrong                |
| 1925   | NFL  | 5     | 3           | 3             | 99             | 58                | 8. (von 20)  | Reuben Ursella                  |
| 1926   | AFL  | 2     | 6           | 1             | 21             | 126               | 7. (von 8)   | Wes Bradshaw, Johnny Armstrong  |

## Mitglieder in der Pro Football Hall of Fame
| Rock Island Independents Hall of Famers | Rock Island Independents Hall of Famers | Rock Island Independents Hall of Famers | Rock Island Independents Hall of Famers |
| Name                                    | Position                                | Spielzeit                               | Aufnahme in die HOF                     |
| --------------------------------------- | --------------------------------------- | --------------------------------------- | --------------------------------------- |
| Jimmy Conzelman                         | Halfback/Quarterback                    | 1921–1922                               | 1964                                    |
| Joe Guyon                               | Tackle, Halfback                        | 1924                                    | 1966                                    |
| Ed Healey                               | Tackle, Guard, End                      | 1920–1922                               | 1964                                    |
| Jim Thorpe                              | Back                                    | 1924–1925                               | 1963                                    |
| Duke Slater                             | Tackle                                  | 1922–1926                               | 2020                                    |

## Namhafte Spieler
- Dutch Lauer; Runningback, spielte 1922 bei den Rock Island Independents
- Elmer Layden; Fullback, spielte 1926 bei den Rock Island Independents
- Tillie Voss; End, spielte 1922 bei den Rock Island Independents